# Francisco Balaguer
Francisco Balaguer Mariel (Villalonga; 4 de julio de 1896-Buenos Aires; 23 de noviembre de 1965) fue un músico, director de orquesta y compositor que desarrolló su actividad tanto en su país natal como en Argentina.

## Biografía

### Primeros años

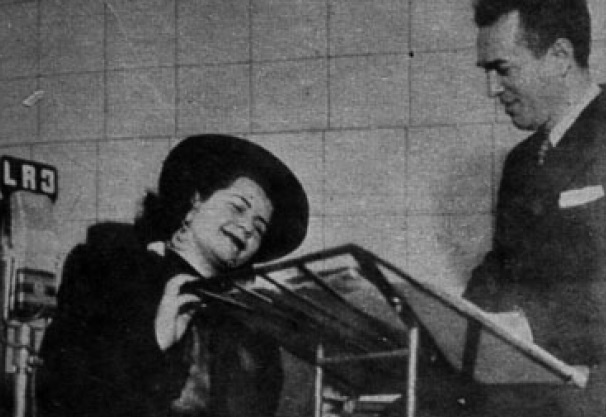
Francisco Balaguer junto a Rayen Quitral (1941).

Estudió composición y armonía en el Conservatorio Superior de Música de Valencia bajo la guía de los maestros Ramón Martínez y Pere Sosa. Después trabajó como director de diversas compañías de zarzuela y colaboró en obras teatrales con los maestros José Serrano y Pablo Luna. En 1917 estrenó en Valencia su primera obra de teatro y al año siguiente la Orquesta de Valencia dio a conocer su poema sinfónico El pueblo está de fiesta, que en 1919 la Orquesta Filarmónica presentó en Madrid.
En 1920 produjo El amor es el amo, su primera zarzuela, continuando en los años siguientes con otras obras entre las que se destacan Los grandes autores (1925), que fue estrenada en el Teatro Alcázar de Madrid, Sangre de reyes (1925), escrita en colaboración con Pablo Luna y, sobre todo, Al dorarse las espigas (1929) y Rosamor, del mismo año, que al ser estrenada en Bilbao, se tuvieron que repetir todos los números de la partitura a pedido del público.
A raíz de la guerra civil española se exilió en Buenos Aires, donde se radicó y trabajó hasta su fallecimiento. En Argentina estrenó —entre otras zarzuelas— Una mujer argentina, dada en Buenos Aires en 1937, Los salmones (1938), Carmen, la sevillana (1943) y El caballero del milagro (1961).
Después de calificar como irregular la obra de Balaguer, Arnau afirma que «lo cierto es que en las partituras de este artista encontramos el denominador común de un lirismo con recio impulso, sincero y expresivo, bien sustentado por un trabajo armónico nada rutinario y, particularmente, magníficamente realizado en la orquestación, menester en que Balaguer era maestro».
En Argentina también colaboró en diversos filmes, recordándose especialmente la dirección musical que realizara en la exitosa película Los martes, orquídeas (1941).

## Obras

### Zarzuelas de su autoría
Entre otras zarzuelas estrenadas en Valencia hay que citar:
- 1920. El amor es el amo.
- 1921. Arroz en judías y nabos.
- 1922. En Túnez están mis ojos.
- 1925. Los grandes autores. Estrenada en el Teatro Alcázar de Madrid.
- 1925. Sangre de reyes, en colaboración con Pablo Luna.
- 1925. Carmeleta.
- 1927. La prisionera, en colaboración con Anselmo C. Carreño y José Serrano.
- 1929. Al dorarse las espigas en colaboración con Luis Fernández de Sevilla, Anselmo C. Carreño y su mujer Dolores Posac Gil de los Ríos.[2]
- 1929. Rosamor, estrenada en Bilbao, con tan grand éxito que se tuvieron que repetir todos los números de la partitura.
- 1937. Una mujer argentina, estrenada en Buenos Aires.
- 1938. Los salmones.
- 1943. Carmen, la sevillana
- 1961. El caballero del milagro

### Obras registradas en SADAIC
En la Sociedad Argentina de Autores y Compositores hay 9 obras registradas a nombre de Francisco Balaguer Muriel:
- A los toros
- Canto de soleares en colaboración con Antonio Machado Ruiz
- Hoy vuelvo a ti en colaboración con Francisco Ramos de Castro, Miguel Caro Valero y Abraham Moisés Soifer (1937)
- Fue en colaboración con Venancio Juan Pedro Clauso (1950)
- Murciánica en colaboración con Francisco Villalva López (1952)
- Poemas gallegos en colaboración con Victorio Luis Rodo Molinari (1958)
- Triana
- Viva España
- Gallito en colaboración con Gonzalo Santiago Lope (1960)

### Filmografía

#### Música
- La hora de las sorpresas (1941)
- Último refugio (1941)
- Mi amor eres tú (1941)
- Una novia en apuros (1941)
- Vidas marcadas (1942)
- Punto negro (1943)

#### Dirección musical
- Margarita, Armando y su padre (1939)
- Giácomo (1939)
- Medio millón por una mujer (1940)
- Isabelita (1940)
- El solterón (1940)
- El tesoro de la isla Maciel (1941)
- Los martes, orquídeas (1941)
- Ésta es mi vida (1952)

#### Orquestación
- Yo quiero ser bataclana (1941)
- El mejor papá del mundo (1941)

#### Coros
- Cándida (1939)
- Yo quiero ser bataclana (1941)

### Citas
1. ↑  «Francisco Balaguer Mariel (1896-1965)». Intercomarcal Televisión. 13 de junio de 2006. Archivado desde el original el 24 de agosto de 2017. Consultado el 24 de agosto de 2017.
2. ↑  «Gaceta de Madrid». Gaceta de Madrid. 22 de agosto de 1929. Consultado el 25 de junio de 2024.
3. ↑  SADAIC. «Obras de Francisco Balaguer Muriel». Sociedad Argentina de Autores y Compositores. Consultado el 29 de febrero de 2016.